# Alan Cousin
Alan Cousin (Alloa, 7 marzo 1938 – 20 settembre 2016) è stato un calciatore scozzese, di ruolo centrocampista.

## Carriera

### Club
Formatosi nello YMCA di Alloa, nella stagione 1955-1956 passa al Dundee con cui ottiene il tredicesimo posto finale. L'anno seguente ottiene il decimo posto finale, seguito nel 1957-1958 l'undicesimo posto.
Nella Scottish Division One 1958-1959 Cousin con i suoi ottiene il quarto posto finale, piazzamento bissato l'anno dopo, mentre nella stagione 1960-1961 si piazza al decimo posto. 
Cousin conquista con i suoi la Scottish Division One 1961-1962, primo titolo nazionale del club scozzese. Chiude la stagione 1962-1963 al nono posto finale, mentre il cammino nella Coppa dei Campioni 1962-1963 si conclude in semifinale, eliminati dal Milan, futuro campione. Nella stagione 1963-1964 conquista il sesto posto finale e la finale, persa contro il Rangers, della Scottish Cup 1963-1964. Un altro sesto posto è ottenuto l'anno dopo.
Nella stagione 1965-1966 passa all'Hibernian e Cousin con il suo nuovo club ottiene il sesto posto finale, a cui segue un quinto l'anno seguente.
Nell'estate 1967 con gli Hibs disputò l'unica edizione del campionato dell'United Soccer Association, lega che poteva fregiarsi del titolo di campionato di Prima Divisione su riconoscimento della FIFA: quell'edizione della Lega fu disputata utilizzando squadre europee e sudamericane in rappresentanza di quelle della USA, che non avevano avuto tempo di riorganizzarsi dopo la scissione che aveva dato vita al campionato concorrente della National Professional Soccer League; gli scozzesi rappresentarono i Toronto City Soccer Club. Gli Hibs, nelle veci del Toronto City non superarono le qualificazioni per i play-off, chiudendo la stagione al terzo posto della Eastern Division.
Nella stagione 1967-1968 ottiene il terzo posto finale, raggiungendo inoltre la semifinale della Coppa delle Fiere 1967-1968.
Chiude la Scottish Division One 1968-1969 al dodicesimo posto, mentre il cammino nella Coppa delle Fiere 1968-1969 si ferma agli ottavi di finale. Raggiunge inoltre la finale della Scottish League Cup nel 1968-1969, persa contro il Celtic Football Club.
Nel 1969 passa ai cadetti del Falkirk, con cui vince la Scottish Division Two 1969-1970.

### Nazionale
Ha giocato tre incontri con la Nazionale Under-23 di calcio della Scozia.

## Palmarès
- Campionato scozzese: 1

Dundee: 1961-1962
- Scottish Championship: 1

Falkirk: 1969-1970